# Dagâța
Dagâța è un comune della Romania di 4 887 abitanti, ubicato nel distretto di Iași, nella regione storica della Moldavia.
Il comune è formato dall'unione di 9 villaggi: Bălușești, Boatca, Buzdug, Dagâța, Mănăstirea, Piscu Rusului, Poienile, Tarnița, Zece Prăjini.
È il paese natale del gruppo musicale Fanfare Ciocărlia.